# Philip Dimmitt
Philip Dimmitt (1801–1841) foi um oficial do Exército Texano durante a Revolução do Texas. Nascido em Kentucky, Dimmitt se mudou para o Texas em 1823. Após saber que o General mexicano Martín Perfecto de Cos estava seguindo para o Texas a fim de suprimir o tumulto, Dimmitt propôs que o General fosse sequestrado assim que chegasse na Baía de Copano. O plano foi engavetado quando a luta começou em Gonzales, mas no início de outubro foi ressuscitado por um grupo de voluntários em Matamoros. Não sabendo que Cos já havia partido para San Antonio de Bexar, o grupo decidiu atacar Cos no Presidio La Bahía, em Goliad. Dimmitt se juntou a eles no caminho e participou da Batalha de Goliad. 
Após a guerra, Dimmitt abriu um posto de comércio perto do Rio Nueces, que foi assaltado por soldados mexicanos em julho de 1841. Dimmitt foi levado como prisioneiro, e cometeu suicídio no cativeiro mais tarde naquele ano.

## Legado
Dimmitt teve dois filhos, Antonio Alamo Dimmitt e Texas Philip Dimmitt. Em 1858, Texas criou um novo condado, o qual nomearam em homenagem a ele. Devido a um erro na lei autorizando a criação do condado, é conhecido como Condado de Dimmit.